# Microcharops albistylus
Microcharops albistylus là một loài tò vò trong họ Ichneumonidae.